# Emmesomyia
Emmesomyia är ett släkte av tvåvingar. Emmesomyia ingår i familjen blomsterflugor.

## Bildgalleri

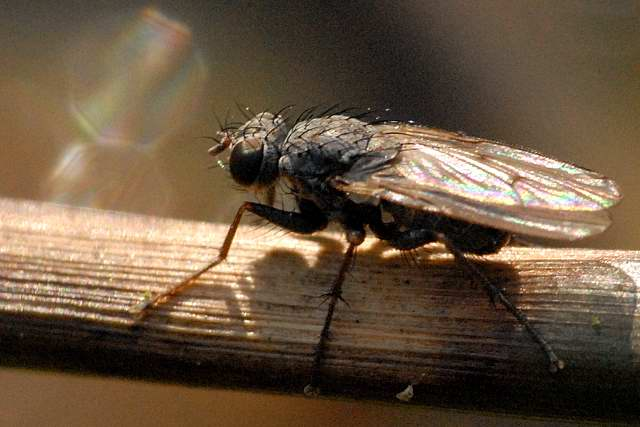

## Dottertaxa tillEmmesomyia, i alfabetisk ordning[1][2]
- Emmesomyia apicalis
- Emmesomyia argentina
- Emmesomyia auricollis
- Emmesomyia bistriata
- Emmesomyia cincinnata
- Emmesomyia collaris
- Emmesomyia deemingi
- Emmesomyia dexiaria
- Emmesomyia dorsalis
- Emmesomyia fascigera
- Emmesomyia flavibasis
- Emmesomyia flavipalpis
- Emmesomyia flavitarsis
- Emmesomyia fuscipalpis
- Emmesomyia grisea
- Emmesomyia hasegawai
- Emmesomyia ignobilis
- Emmesomyia incerta
- Emmesomyia kempi
- Emmesomyia koreana
- Emmesomyia kurahashii
- Emmesomyia longiforceps
- Emmesomyia longipes
- Emmesomyia lupata
- Emmesomyia maculithorax
- Emmesomyia marshalli
- Emmesomyia megaloceros
- Emmesomyia megastigmata
- Emmesomyia micans
- Emmesomyia natalia
- Emmesomyia nigrithorax
- Emmesomyia nigrolutea
- Emmesomyia nudiloba
- Emmesomyia ocremaculata
- Emmesomyia oriens
- Emmesomyia ovata
- Emmesomyia propleuralis
- Emmesomyia roborospinosa
- Emmesomyia rufonigra
- Emmesomyia scutellata
- Emmesomyia setinervis
- Emmesomyia similata
- Emmesomyia socia
- Emmesomyia socialis
- Emmesomyia spadibasis
- Emmesomyia spinulosa
- Emmesomyia sublongipes
- Emmesomyia subvillica
- Emmesomyia suwai
- Emmesomyia tarda
- Emmesomyia trimaculata
- Emmesomyia tumida